# Made in Britain
Made in Britain ist ein britischer Fernsehfilm aus dem Jahre 1983 über einen jugendlichen rassistischen Skinhead namens Trevor, dargestellt von Tim Roth, der mit diesem Film sein Debüt als Schauspieler gab.

## Handlung
Der 16-jährige Trevor ist Skinhead (oberhalb der Nase hat er ein kleines Hakenkreuz tätowiert), unbeugsam und unbelehrbar. Mit seiner Familie hat sich der jugendliche Serienstraftäter und Schulabbrecher überworfen. Vom Gericht wird er nach einem Körperverletzungsdelikt an einem Pakistani zum assessment in ein Wohnheim der Sozialbehörde überwiesen. Dort soll überprüft werden, ob mit ihm, der an sich relativ intelligent ist, noch etwas anzufangen ist, ehe er in ein Borstal oder ein Jugendgefängnis gesteckt wird.
Kaum angekommen, stiehlt Trevor mit seinem Zimmergenossen, dem farbigen Errol, ein Auto. Um die belastende Situation wenigstens kurzzeitig zu verdrängen, schnüffeln sie Klebstoff. Trevor zeigt Errol das Versteck seines Einbruchswerkzeugs in einem verlassenen Bad. Im Jobcenter drängelt er sich vor und wirft dann dessen Fenster ein.
Trotz aller Bemühungen der Sozialhelfer und Behörden bleibt Trevor in seiner selbstzerstörerischen Situation aus Frustration, Provokation und Gewalt gefangen. So landet er nach einem Wutanfall wegen des versäumten Mittagessens in der Arrestzelle. Der Heimleiter verdeutlicht ihm auf einer Schultafel nochmal die Situation. Bei einem weiteren Gespräch mit zwei Sozialarbeitern speit Trevor nur Hass und Verachtung für das Heim, dessen Mitarbeiter, die Schule und auch Immigranten aus. Dennoch ermöglicht ihm der Sozialarbeiter Clive die Teilnahme an einem Stock-Car-Rennen. Eines Nachts dringt Trevor mit Errol in den Aktenraum des Heims ein. Er liest aus den Akten der beiden laut vor (Errol kann kaum lesen), anschließend urinieren und defäkieren die beiden auf die Akten und brechen zu einer nächtlichen Tour auf, für die Trevor einen Ford Transit stiehlt.
Nachdem sie mehrere Fensterscheiben von Pakistani eingeworfen haben, liefert Trevor Errol hinterhältig an die Polizei aus: er fabriziert mit dem Transit vor einer Polizeistation eine Kollision. Errol ist nach dem Aufprall kurz benommen, während Trevor verschwindet. Nach einem Fußmarsch durch die Stadt sucht er frühmorgens seinen Bewährungshelfer Parker zuhause auf. Ihm gesteht er die letzten Straftaten. Parker ist wütend, hat endgültig genug von Trevor und ruft die Polizei an.
In der Haftzelle der Polizei drückt Trevor wiederholt grundlos den Alarmknopf. Schließlich kommen zwei Polizisten; einer hat einen Knüppel dabei. Nach einer letzten strengen Ermahnung inklusive Knüppelhieb sieht Trevor mit einem (am Schluss eingefrorenen) Grinsen seiner hoffnungslosen Zukunft entgegen.

## Auszeichnungen
Der Film gewann im Jahr 1984 den Prix Italia.

## Hintergrund
Der 76-minütige Film wurde unter der Regie von Alan Clarke nach einem Drehbuch von David Leland mit einem Budget von ungefähr 1,000 £ gedreht. Die Musik zu Beginn des Films ist das Stück „UK 82“ der schottischen Punkband The Exploited. Im weiteren Teil fehlt Musik als Stilmittel.
In Deutschland ist der Film nicht von der FSK geprüft worden und darf daher erst ab 18 Jahren erworben werden.